# Myurellopsis undulata
Myurellopsis undulata é uma espécie de gastrópode do gênero Myurellopsis, pertencente a família Terebridae.

## Descrição
O comprimento da concha varia entre 25 mm e 60 mm.

## Distribuição
Esta espécie marinha ocorre no Golfo Pérsico, no Oceano Índico, ao largo de Madagáscar, Aldabra e Chagos, no Oceano Pacífico, ao largo de Nova Guiné, Havaí e Fiji.